# كيتيت
الكيتيت  هو معدن أكسيدي من ثنائي أكسيد السيليكون SiO2 و للمعدن بنية ذات نظام بلوري رباعي، وهو بالتالي شكل من أشكال السيليكا.
اصطنع المعدن أول مرة سنة 1954 وسمي على شرف بول كيت Paul P. Keat، والذي اكتشفه أثناء دراسة دور أكسيد الصوديوم في تبلور السيليكا اللابلورية.